# Cnemaspis umashaankeri
Cnemaspis umashaankeri — вид ящірок з родини геконових (Gekkonidae). Описаний у 2022 році.

## Назва
Видовий епітет umashaankeri дано на честь доктора Уми Шанкера, професора фізіології рослин Університету сільськогосподарських наук у Бангалорі і засновника Ashoka Trust for Research in Ecology and Environment (ATREE). Він зробив величезний внесок у розуміння еволюції рослин і тварин, екології та природоохоронної біології.

## Поширення
Ендемік Індії. Мешкає у нагір'ї Білігіріранга у штаті Карнатака на південному заході країни.

## Опис
Невеликий гекон, завдовжки 24,6–28,8 мм, не враховуючи хвоста.